# Aces & Eights
Palmarès
1 fois champion de la télévision de la TNA - Devon
2 fois champion du Monde poids lourds de la TNA - Bully Ray
Aces & Eights était un clan de catcheurs heel appartenant à la Total Nonstop Action Wrestling (TNA), une fédération de catch américaine. Formé en juin 2012 et dissous en novembre 2013, ils ont incarné un groupe de biker hors-la-loi, interférant lors des matchs. Profitant de leur supériorité numérique, ils n'hésitent pas à attaquer violemment toute personne sur leur chemin ; usant de menace et d'intimidation pour parvenir à leurs fins, ils obtiennent des matchs de gala ou des rencontres à enjeux. Leur premier match officiel s'est déroulé lors de Bound for Glory (2012) 14 octobre 2012 face à Bully Ray & Sting. Lors de ce match, la stipulation était que si les Aces & Eights perdaient, ils devaient quitter la TNA définitivement et si les Aces & Eights gagnaient, alors ils seraient intégrés au roster TNA. Les membres du groupe portaient des masques pour cacher leurs identités. Tous les membres du groupe ont été révélés en mars 2013. Le clan fut à l'origine composé de Bully Ray, D-Lo Brown, Devon, Mr. Anderson, DOC, Garett Bischoff, Knux, Wes Brisco et Tazz.

## Carrière du groupe

### Total Nonstop Action Wrestling (2012-2013)

#### Formation du groupe (2012)

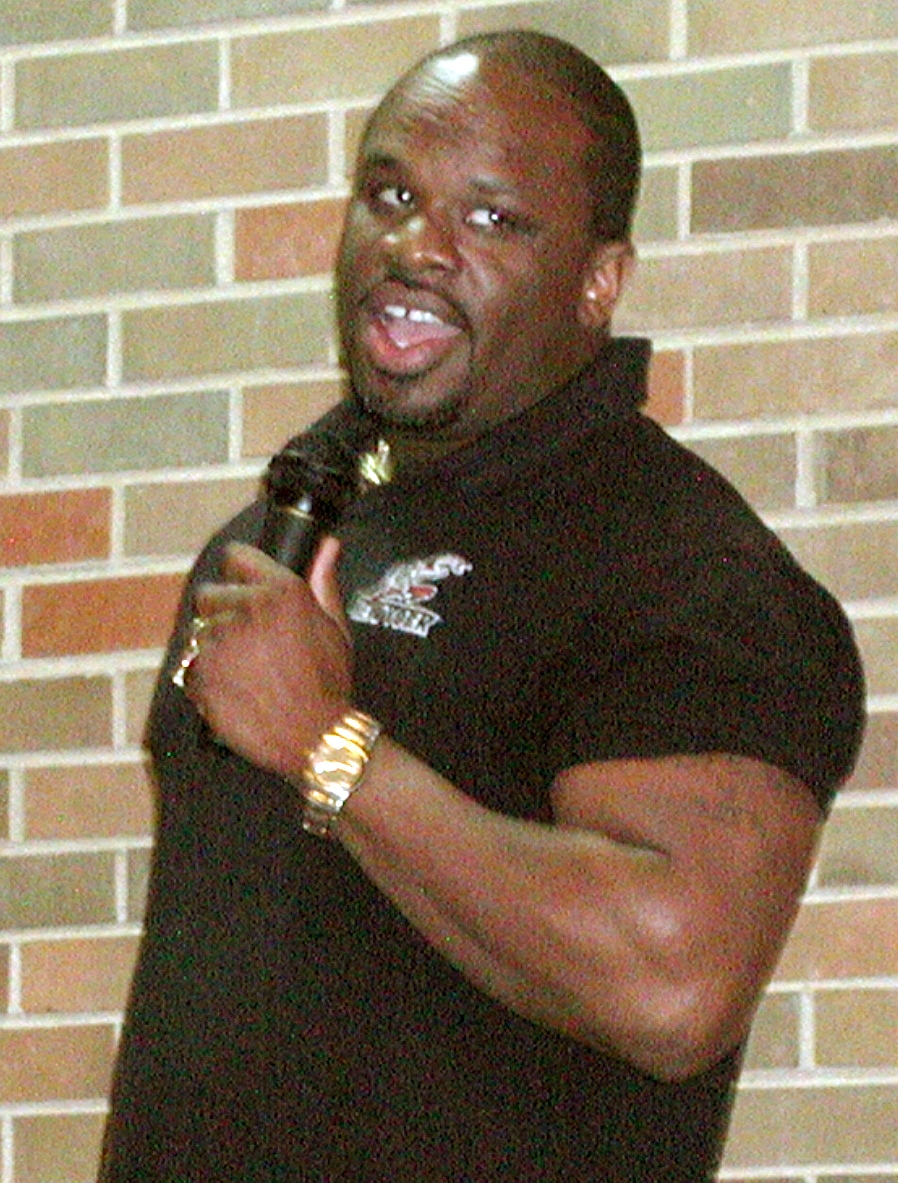
Devon, le Sergent d'armes des Aces & Eights

Le 14 juin 2012, trois hommes masqués attaquent Sting alors qu'il s'adresse au public à sur sa futur entrée au Hall of Fame de la TNA. Le 5 juillet, un homme dont le visage est masqué par un bandana remet à Hulk Hogan une carte avec dedans une photo d'une main au poker et le mot « See you next week. » en déclarant « On est pas des lâches » et la semaine suivante, le clan désormais nommé Aces & Eights en référence à cette main au poker attaque Hogan puis Sting,,

#### Rivalité avec Sting, Hulk Hogan et Bully Ray (2012-2013)
Lors de l'Impact du 25 octobre 2012, le visage de l'ancien membre de la Straight Edge Society où il était un disciple de CM Punk, DOC est révélé. Lors de Turning Point (2012), DOC bat Joseph Park et Devon perd face à Kurt Angle. Lors d'Impact du 13/12/12 pendant le match entre Jeff Hardy et James Storm contre DOC et un membre masqué, le membre masqué a été démasqué et c'est Mike Knox. Ils perdent tous deux contre Hardy et Storm. Lors de l'épisode d'Impact Wrestling du 7 février, Kurt Angle remporte un match en cage face à M. Anderson, mais une fois le match terminé Wes Brisco et Garett Bischoff rentre dans la cage et trahissent Angle en lui révélant que les deux hommes sont des membres des Aces & Eights.

#### Heel Turn de Bully Ray, président des Aces & Eights et TNA World Heavyweight Champion (2013)

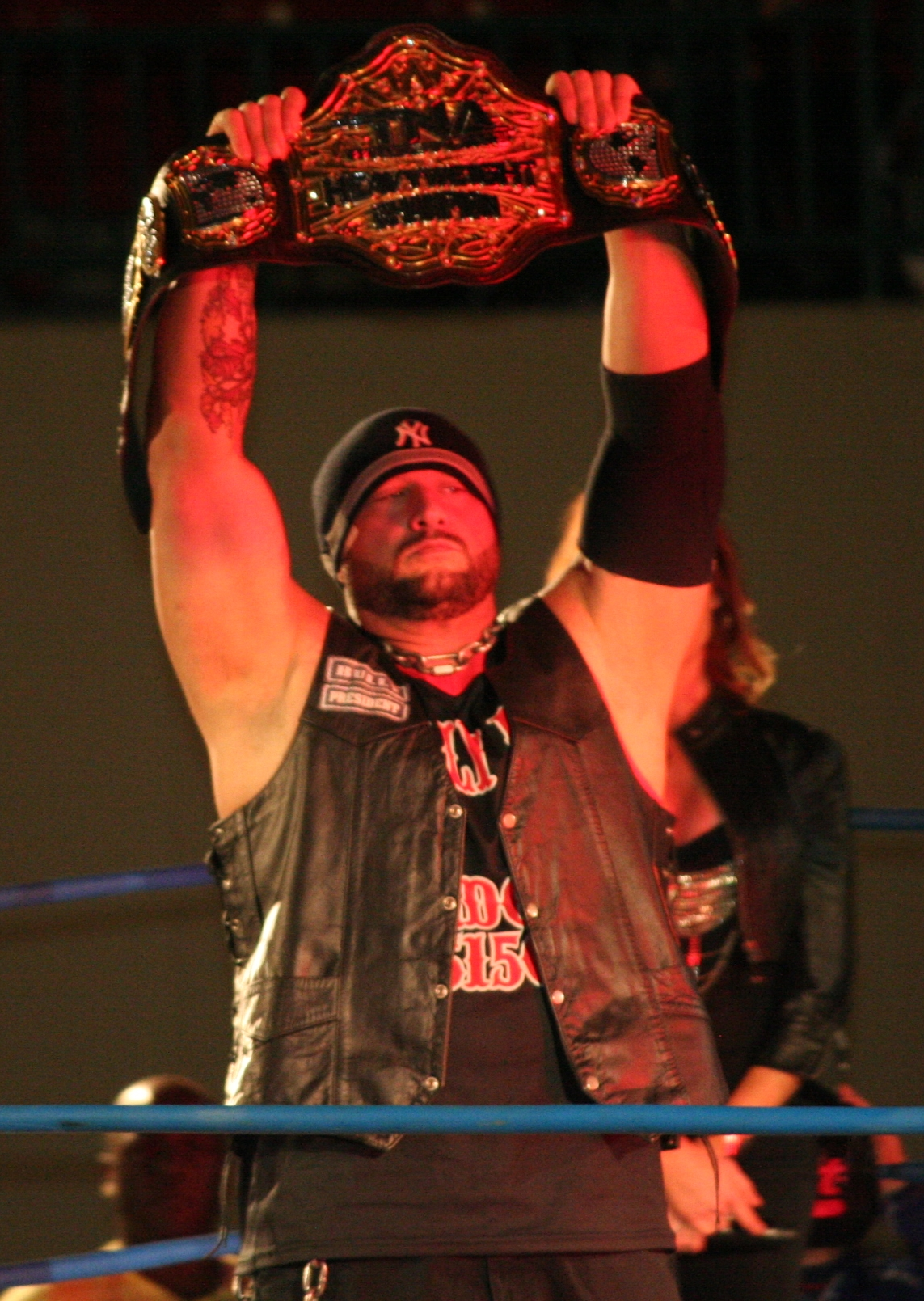
Bully Ray avec le TNA World Heavyweight Champion.

Lors de LockDown (2013), le groupe aide Bully Ray à battre Jeff Hardy dans le Steel Cage Match et ainsi l'aider à remporter le TNA World Heavyweight Championship. Après le match, Bully Ray effectue donc un heel turn en annonçant qu'il est le président du groupe. Lors de l'Impact Wrestling du 11 avril Bully Ray, le Président des Aces & Eights, conserve son titre contre Jeff Hardy dans un Full Metal Mayhem Match.
Lors du Impact Wrestling du 2 mai, D'Lo Brown perd contre Kurt Angle dans un "I quit" match après avoir abandonné sur le Ankle Lock. À la suite de sa défaite, Brown a été rétrogradé en prospect dans Aces & Eights la semaine suivante.
Bully Ray a battu Sting pour conserver le TNA World Heavyweight Championship à Slammiversary XI avec l'aide des autres membres de Aces & Eights. En revanche, le même soir, Devon perd son titre de TNA Television Championship contre Abyss.

#### Rivalité avec la Main Event Mafia et Chris Sabin pour le TNA World Heavyweight Championship (2013)
Lors de l'Impact Wrestling du 4 juillet, la Main Event Mafia empêche Aces & Eights d'intervenir dans le match pour le TNA X Division Championship entre le champion Austin Aries, Chris Sabin et Manik. Ce match détermine aussi le challenger no 1 pour le TNA World Heavyweight Championship.
Le 18 juillet 2013, lors de Destination X (2013), Bully Ray perd face à Chris Sabin et ce dernier devient le nouveau TNA World Heavyweight Champion. Lors de Hardcore Justice Bully Ray bat Chris Sabin pour remporter pour la deuxième fois le TNA World Heavyweight Championship. Lors de Impact Wrestling du 22 août 2013 Devon est exclu du clan après une défaite et D.O.C a été exclu le 17 juillet 2013 car son contrat avec la TNA prenait fin ce jour-là. D-Lo Brown a été exclu à cause d'une défaite face à Kurt Angle. Doc et Knux gagnent les RCW Tag Team Championship le 10 juin 2013, ils perdent leur titre le 7 septembre 2013 contre Hernandez et Michael Faith. Lors de Impact Wrestling du 22 août 2013, AJ Styles effectue un Face Turn en faisant équipe avec la Main Event Mafia avec une victoire sur les Aces & Eights.

#### Premières tensions dans le groupe et Rivalités entre les membres (2013)
Lors de Impact Wrestling du 5 septembre Mr. Anderson trahit Bully Ray et effectue un Face Turn. Lors de No Surrender Bully Ray bat Mr. Anderson et conserve son titre. Puis après le match, il renvoie Anderson du groupe qui finira sur une civière. Lors de Impact Wrestling du 19 septembre 2013, des tensions se sont installés entre les membres du groupe et leur président Bully Ray. Lors de Impact Wrestling du 26 septembre, le groupe perd un match contre The Main Event Mafia et Wes Brisco est exclu du groupe par Bully Ray.

#### Rivalité avec AJ Styles pour le TNA World Heavyweight Championship et perte du titre (2013)
Lors de Bound for Glory (2013) AJ Styles, affrontera Bully Ray pour le TNA World Heavyweight Championship. Lors de Impact Wrestling du 10 octobre, Knux et Garett Bischoff perdent contre AJ Styles. Le 17 octobre, Knux perd contre Gunner, et Bully Ray bat Magnus. Lors de Bound for Glory, Bully Ray perd son titre contre AJ Styles malgré les interventions des Aces & Eights

#### Rivalité avec Mr. Anderson et Fin des Aces & Eights (2013)
Lors d'impact Wrestling du 24 octobre, Mr. Anderson effectue son retour et attaque Bully Ray. Plus tard dans la soirée, il coûte le match revanche de Bully Ray contre AJ Styles pour le TNA World Heavyweight Championship. Lors du 4 novembre Knux, Garett Bischoff et Taz font croire qu'ils quittaient le club et attaquent Mr. Anderson. Lors de Impact Wrestling du 14 novembre, Mr. Anderson a défié Bully Ray pour un match sans disqualification avec le stipution que si Ray perd, les Aces & Eighrs se sépare mais si Anderson perd, il doit quitter la TNA. Ils ont annoncé qu'il allait être pour Turning Point de la semaine prochaine. Anderson a émis un défi ouvert à tous les Aces and Eights. Knux est sorti et a perdu. Après le match Angle et Aries, Mr. Anderson attaque Garett Bischoff et effectue un piledriver sur la scène. À Turning Point, Mr. Anderson bat Bully Ray et dissout les Aces & Eights.

## Membres du groupe

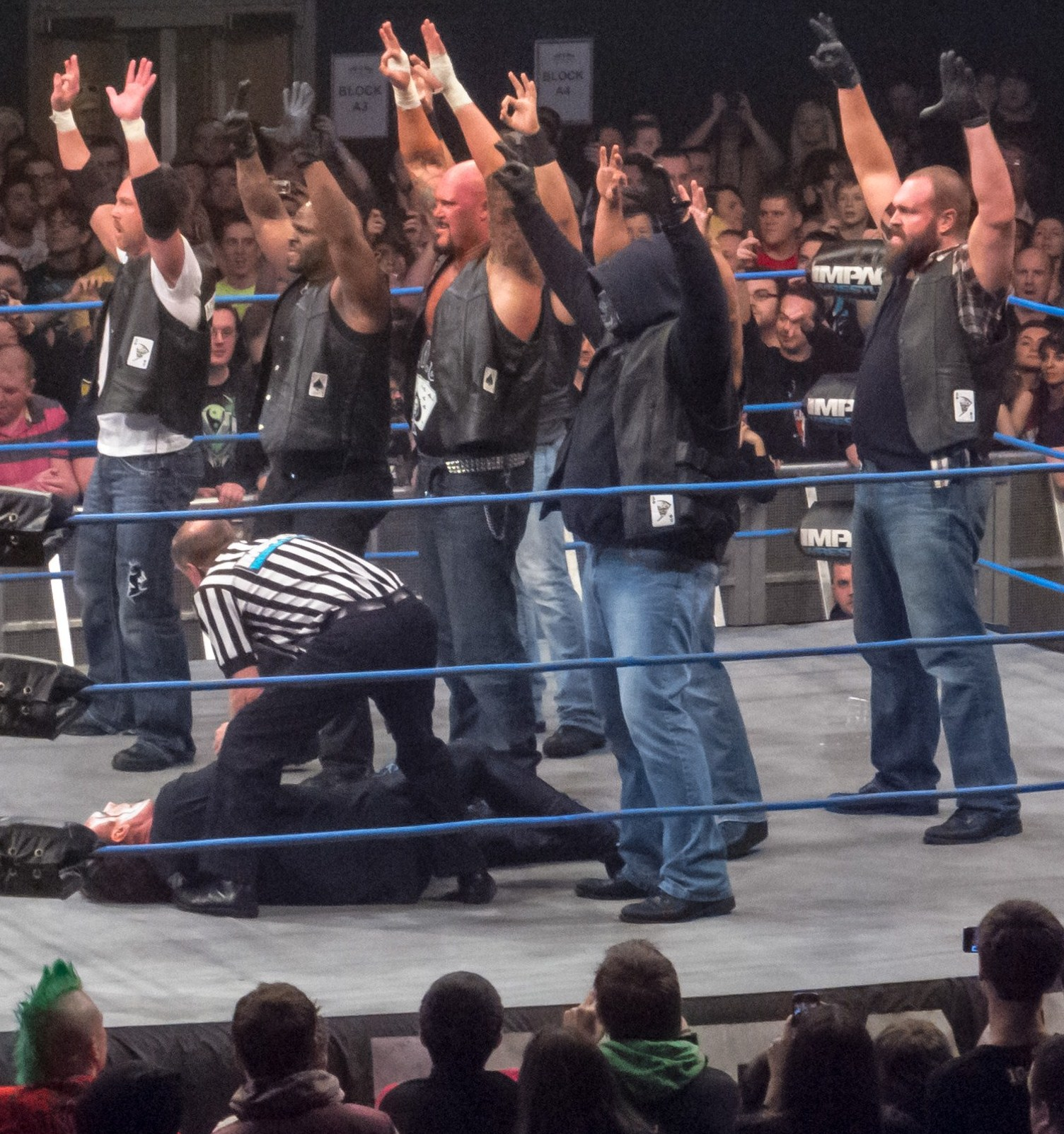
Aces & Eights à Wembley en 2013.

| Identité        | Arrivée           | Départ            | Notes |
| --------------- | ----------------- | ----------------- | --- |
| Devon           | 14 octobre 2012   | 22 août 2013      | 1 fois TNA Television Champion 1er sergent d'armes, démasqué par Hulk Hogan                                  |
| D.O.C.          | 1er novembre 2012 | 12 juillet 2013   | Démasqué par Joseph Park                                                                                     |
| Knux            | 3 janvier 2013    | 21 novembre 2013  | Démasqué par Sting                                                                                           |
| Mr. Anderson    | 3 janvier 2013    | 5 septembre 2013  | 2d vice-président, il a lui-même rejoint le groupe                                                           |
| Taz             | 17 janvier 2013   | 21 novembre 2013  | Porte parole du groupe, il a lui-même rejoint le groupe                                                      |
| Garett Bischoff | 31 janvier 2013   | 21 novembre 2013  | Il s'est lui-même démasqué                                                                                   |
| Wes Brisco      | 31 janvier 2013   | 26 septembre 2013 | Il s'est lui-même démasqué                                                                                   |
| D-Lo Brown      | 7 mars 2013       | 7 juillet 2013    | 1er vice-président, démasqué par Kurt Angle                                                                  |
| Bully Ray       | 10 mars 2013      | 21 novembre 2013  | 2 fois TNA World Heavyweight Champion Président du groupe, il s'est lui-même révélé être le leader du groupe |
| Tito Ortiz      | 15 août 2013      | 12 septembre 2013 | 2d sergent d'armes                                                                                           |
| Brooke          | 22 août 2013      | 21 novembre 2013  | Valet de Bully Ray                                                                                           |

## Palmarès
- Total Nonstop Action Wrestling
  - 2 fois champion du Monde poids lourds de la TNA - Bully Ray
  - 1 fois champion de la télévision de la TNA - Devon
- River City Wrestling
  - 1 fois RCW Tag Team Championship- Knux et DOC
- American Pro Wrestling Alliance
  - 1 fois APWA World Tag Team Championship- Knux et DOC
- Pro Wrestling Illustrated
  - PWI Feud of the Year (2012)[16]

### Autres sources
- (en) Cet article est partiellement ou en totalité issu de l’article de Wikipédia en anglais intitulé « Aces & Eights » (voir la liste des auteurs).